# 平高望
平 高望（たいら の たかもち）は、平安時代中期の賜姓皇族。高望王とも。桓武天皇の孫（もしくは曾孫）にあたり、高望王流桓武平氏の祖。官位は従五位下・正親正・上総介。

## 経歴
寛平元年（889年）5月13日、葛原親王の第三王子高見王の子高望王は、宇多天皇の勅命により平朝臣を賜与され臣籍降下し上総介に任じられた。『日本紀略』寛平元年5月13日条によれば、高望王以外にも4人が平姓を下賜されたという。なお、賜姓の時期については、伝本間で一致していない。
当時の上級国司は任地に赴かない遥任も少なくなかったが、上総介に任官した高望は、長男国香、次男良兼、三男良将を伴って任地に赴き、昌泰元年（898年）上総国武射郡に屋形を造営し本拠とした。高望親子は任期が過ぎても帰京せず、国香は前常陸大掾の源護の娘を、良将は下総国相馬郡の犬養春枝の娘を妻とするなど、在地勢力との関係を深め常陸国・下総国・上総国の未墾地を開発、自らが開発者となり生産者となることによって勢力を拡大、その権利を守るべく武士団を形成してその後の高望王流桓武平氏の基盤を固めた。
『平家勘文録』は、民部卿宗章の反乱を追罰した功により、上総介に任じられ、朝敵を平らげたので平姓を賜ったと伝えるが、その積極的な裏づけはない。また、高望親子の坂東での活動は、土地を開発しての農業経営があげられるが、あわせて水上交通の掌握も重要なことであった。